# إزالة الجير
إزالة الجير (بالإنجليزية: Debridement)‏ عملية طبية لإزالة جير الأسنان بالموجات الصوتية وغيرها من الطرق. فالجير بخلاف القلح العادي لا يزول بتنظيف الأسنان بالفرشاة.
أوصت دراسة أجريت في عام 2018 بأنه يجب على الطبيب تحديد حالة الأسنان قبل البدء بإزالة الجير بالموجات الصوتية من عليها; لأن هناك تأثيرسلبي من الموجات الصوتية على الاسنان إن كان بها شقوق بالمينا ، أو بها تسوس مبكر أو ترميمات.

## الوصف
إنضار الأسنان هو إجراء يجري من خلاله إزالة اللويحة والتكلس (الجير) المتراكمين على الأسنان. يمكن إجراء عملية التنضير خلال عملية تنظيف الأسنان الشخصية أو في العيادة. تشتمل تقنيات التنضير في العيادة على استخدام أدوات الأمواج فوق الصوتية (التي تكسر طبقة الجير، وبالتالي تسهل إزالتها)، بالإضافة إلى استخدام الأدوات اليدوية، بما في ذلك أدوات التقليح والتجريف اللثوي.

## الإجراءات

### الجيوب اللثوية
ينشأ الجيب اللثوي عن عملية التهابية مرضية. تُعرف على أنها امتداد ذروي للثة، ما يؤدي إلى انفصال الرباط حول اللثة (بّي دي إل). الرباط حول اللثوي هو رباط يربط جذر السن بالعظم السنخي الداعم. يسمح هذا الرباط بامتصاص القوى الإطباقية. تتراكم اللويحة داخل الجيب الأمر الذي يؤدي إلى استجابة التهابية بسبب زيادة عدد اللولبيات. توجد أنواع مختلفة من البكتيريا التي تشكل لويحة الأسنان. في حالات التهاب اللثة الجائح جرى التعرف على ثلاثة أنواع رئيسية من البكتيريا داخل الجيب اللثوي. تشتمل هذه البكتيريا على البورفيوموناس جينجيفالس، والبروفيتيلا إنترميديا، والمشعشعات. تتكون اللثة السليمة من عدد قليل من الكائنات الحية الدقيقة، معظمها من الخلايا المدورة والعيدان المستقيمة. تتكون اللثة المريضة من أعداد متزايدة من اللولبيات والعيدان المتحركة، وتحدد التفاعلات بين اللويحة والاستجابة الالتهابية للمضيف التغيرات في أعماق الجيب. تبدأ اللويحة البكتيرية في الاستجابة الالتهابية للمضيف غير المحددة بقصد القضاء على الخلايا المتموتة والبكتيريا الضارة. خلال هذه العملية، تُنتج السيتوكينات والبروتينات والبروستاغلاندينات التي يمكن أن تسبب تلفًا أو تقتل الأنسجة السليمة مثل البلاعم والخلايا الليفية والعدلات والخلايا الظهارية. إن التعرض للأنسجة الضامة والشعيرات الدموية، يسمح للكائنات الحية الدقيقة بالحصول على مدخل للدورة الدموية. يثبط هذا آليات حماية المضيف، ما يؤدي إلى مزيد من تدمير العظام.
قد تحدث الجيوب اللثوية إما بسبب تورم تاجي أو بسبب هجرة ذروية. تُعد الجيوب الحادثة بسبب التورم التاجي مع عدم فقدان الارتباط السريري جيوبًا كاذبة، توجد نوعان من الجيوب اللثوية التي تُحدد حسب نوع فقدان العظام الموجود. يحدث الجيب فوق العظمي عندما يكون هناك فقدان أفقي للعظام، ويكون الجزء السفلي من الجيب تاجيًا للعظم السنخي. يحدث جيب تحت العظمي عندما يكون هناك فقدان عمودي للعظام حيث يكون الجزء السفلي من الجيب ذروي للعظم السنخي.
تشتمل العلامات السريرية لجيوب النسج الداعمة للأسنان على تلوّن اللثة باللون الأحمر المزرق، وتسمك اللثة ونزيفها، والألم الموضعي، والإفرازات في بعض الحالات. يمكن أن تتسبب الجيوب اللثوية في تخفيف وفقدان الأسنان بسبب تدمير الأنسجة الداعمة بما في ذلك العظم السنخي، والـ«بّي دي إل» وأنسجة اللثة. يتم التشخيص السريري لجيوب اللثة من خلال فحص اللثة الكامل للفم الذي يقوم به طبيب الأسنان أو أخصائي صحة الأسنان.
يتطلب علاج الجيوب اللثوية تدخلًا منزليًا وتدخل اختصاصي. يشتمل علاج جيوب النسج الداعمة في المنزل على إزالة اللويحات الدقيقة والروتينية بالفرشاة والتنظيف بين الأسنان. ويشتمل العلاج المهني زيارات طبيب الأسنان الروتينية من أجل تقليح اللثة وتنضير الجذر. تُعين أهداف العلاج السريري للسيطرة على المرض الالتهابي عن طريق إزالة اللويحة التاجية وتحت اللثوية التي تحتوي على مسببات الأمراض المدمرة. مع الإزالة المتسقة والكاملة للبيوفيلم، يمكن إيقاف الإصابة ويمكن تحقيق سلامة اللثة.
يُعد التدخين عامل خطر رئيسي آخر في الجيب اللثوي لأنه يؤثر على شدة وانتشار الجيوب. يعد الإقلاع عن التدخين تدخلًا ضروريًا من أجل تحفيز المرضى على الإقلاع عن التدخين وتحقيق صحة اللثة. إذ يؤخر التدخين أيضًا عملية الشفاء بمجرد الانتهاء من التنضير والتقليح وتجريف الجذر والرعاية المنزلية المناسبة.
يظهر شفاء الجيوب اللثوية من خلال انخفاض عمق الجيب. على الرغم من إمكانية تقليل عمق الجيب عن طريق تقليل الالتهاب، لكن من المهم ملاحظة عدم حدوث تغييرات كبيرة. هناك طريقتان يمكن أن يحدث فيهما تقليل الجيب اللثوي إما عن طريق العلاج اللثوي غير الجراحي (إن إس بّي تي) أو العلاج اللثوي الجراحي. يشتمل إن إس بّي تي على سبيل المثال لا الحصر على التنضير الأولي، وقياس عمق الجيوب، وتجريف الجذر، والعلاج بالمضادات الحيوية، وتعليمات الصحة الفموية. إذا لم يُسيطر على أعماق الجيوب اللثوية والحفاظ عليها باستخدام إن إس بّي تي خلال موعد إعادة التقييم، فمن الضروري إجراء علاج اللثة الجراحي. يخلق علاج اللثة الجراحي بيئة مستقرة ومستدامة للمريض من خلال القضاء على التغيرات المرضية في الجيوب، والغرض العام من العلاج الجراحي هو القضاء على اللويحة الممرضة في جدران الجيب من أجل الحصول على حالة مستقرة ويمكن الحفاظ عليها بسهولة. هذا يمكن أن يعزز تجديد اللثة.